# Greve Fodbold Kvinder
 Der er for få eller ingen kildehenvisninger i denne artikel, hvilket er et problem. Du kan hjælpe ved at angive troværdige kilder til de påstande, som fremføres i artiklen.

Greve Fodbold Kvinder er en  eliteafdeling for kvinder i fodboldklubben Greve Fodbold. De har et 1. hold i 1. division og 2. hold i Kvindeserie Øst. 
Greve Fodbold Kvinder har i årenes løb haft betydelig sportslig succes. I 2014 lå kvinderne i den femtebedste række hos kvinderne, men tre oprykninger i træk førte kvinderne til 1. division og kvinderne var oprykningsfavoritter til Kvalifikationsligaen i både 2015 og 2016. I 2016 glippede oprykningen i allersidste sæsonkamp, hvor kvinderne mødte modstanderne fra Fyn, Næsby Boldklub. Greve Kvinderne havde den fordel, at de kunne nøjes med uafgjort. Men 20 minutter før slutfløjtet scorer Næsby på dødbold og de rendte dermed med oprykningen foran næsen af Greve for 2. år i træk. Forventningen til 2017 er oprykning til kvalifikationsligaen og oprykning til 3F ligaen i 2018. 
Kvindernes trænerteam består af:
- Lasse Petersen, cheftræner
- Xxxx xxxxx, assistenttræner (endnu ukendt)
- Allan Ahlberg, målmandstræner
- Flemming Christiansen, analytiker
- Christina Olsson, holdleder

Kvindernes 2. hold spiller i Kvindeserie Øst. Holdet ledes af træner Jan Leisten og holdleder Piamei Andersen
Kvindeafdelingen er en del af Greve Fodbold, der er en dansk fodboldklub hjemmehørende i den københavnske forstad, Greve Strand. Klubben blev stiftet den 5. april 1935 under navnet Greve Idrætsforening, Fodboldafdelingen. Klubben fik sit nuværende navn samt logo (baseret på Greve Kommunes byvåben) i foråret 2004 efter at fodboldafdelingen blev udskilt fra resten af Greve Idrætsforening.
Klubben er tilknyttet Greve Idræts Center, hvor holdenes hjemmebanekampe spilles på Greve Stadion.
| Greve Kvinders 1. hold forår 2017 | Greve Kvinders 1. hold forår 2017 | Greve Kvinders 1. hold forår 2017 | Greve Kvinders 1. hold forår 2017 |     |
| --------------------------------- | --------------------------------- | --------------------------------- | --------------------------------- | --- |
| Nr.                               | Navn                              | Position                          | Kampe                             | Mål |
| 1                                 | Mira Pastoft                      | Målmand                           | 10                                |     |
| 2                                 | Tina Kirk Lindström               | Back                              | 8                                 | 1   |
| 3                                 | Cecilie Buchberg                  | Midtbane                          | 9                                 | 5   |
| 4                                 | Kathrine Dencker                  | Back                              | 0                                 |     |
| 5                                 | Camila S. Christensen (anfører)   | Midtbane                          | 10                                | 4   |
| 6                                 | Nicoline Leick Hansen             | Midtbane                          | 7                                 | 1   |
| 7                                 | Celina Bjørling                   | Midtbane                          | 0                                 |     |
| 8                                 | Feline Tokman                     | Back                              | 10                                |     |
| 9                                 | Cathrine Gryholt Larsen           | Midterforsvar                     | 9                                 | 4   |
| 10                                | Celine Troest                     | Kant/midtbane                     | 8                                 | 3   |
| 11                                | Frederikke Lindhardt              | Kant                              | 10                                | 2   |
| 12                                | Katrine Sparre Vestergaard        | Angriber                          | 9                                 | 9   |
| 13                                | Malou Maja Andersen               | Midterforsvar                     | 10                                | 1   |
| 15                                | Marie Jendresen                   | Midterforsvar                     | 8                                 |     |
| 16                                | Nanna Birke Reves                 | Midtbane                          | 3                                 |     |
| 17                                | Josefine Qvortrup Olsen           | Back/kant                         | 9                                 |     |
| 18                                | Chirine Lamti                     | Midtbane                          | 6                                 | 3   |
| 19                                | Fie Frøling                       | Kant                              | 10                                | 2   |
| 20                                | Line Kanyó                        | Back                              | 0                                 |     |
| 21                                | Amalie Hemann                     | Back                              | 3                                 |     |
| 22                                | Ida Skov Olesen                   | Kant/angriber                     | 3                                 |     |
| 26                                | Therese Olsen                     | Målmand                           | 0                                 |     |

- Greve Fodbold Kvinder
- '#11 Frederikke Lindhardt
- '#12 Katrine Sparre
- '#18 Chirine Lamti
- '#19 Fie Frøling
- '#13 Malou Maja Andersen og #2 Tina Kirk Lindstrøm
- '#10 Celine Troest
- '#1 Mira Pastoft
- Greve Fodbold Kvinder